# Square Aristide-Cavaillé-Coll
Le square Aristide-Cavaillé-Coll est un square du 10e arrondissement de Paris.

## Situation et accès

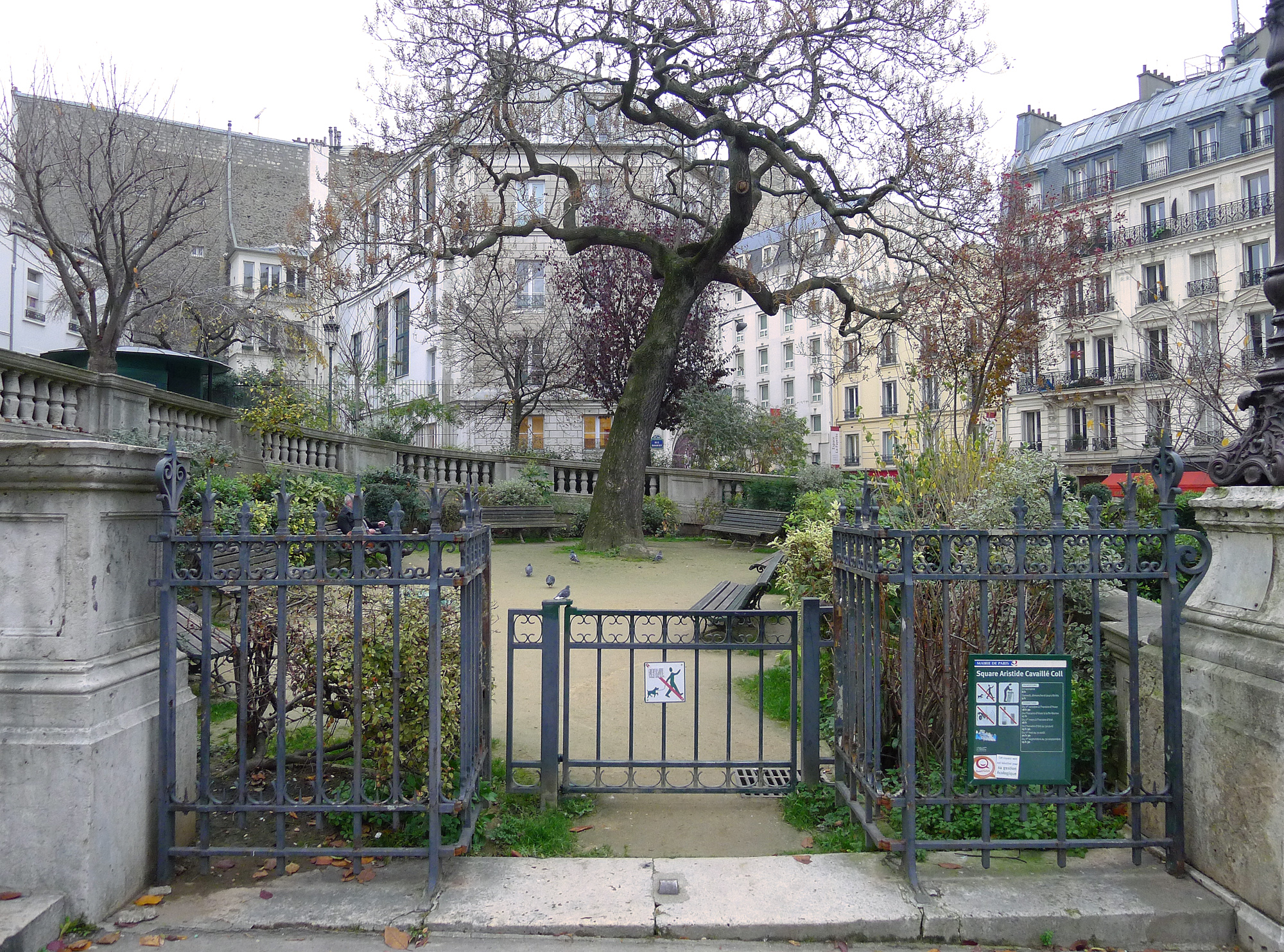
Une des entrées du square.

Ce square situé dans le quartier Saint-Vincent-de-Paul est accessible par la place Franz-Liszt.
Il est desservi par la ligne 7 à la station de métro Poissonnière.

## Origine du nom
Il rend hommage à Aristide Cavaillé-Coll (1811-1899), important facteur d'orgue du XIXe siècle.

## Historique
Ce square se trouve sur l'un des points les plus élevés du 10e arrondissement de Paris (52 mètres).
Ce square, qui a été créé en 1862 sous le nom de « square Saint-Vincent-de-Paul », est comme l'église Saint-Vincent-de-Paul, situé sur la butte de l'ancien clos Saint-Lazare alors appelée « Vieille Montagne ». Il prend sa dénomination actuelle au début du XXIe siècle.

## Protection
Le square est classé au titre des monuments historiques, avec l'église Saint-Vincent-de-Paul, le 29 août 2017.

## Au cinéma
On la voit également pendant quelques secondes dans le film Rire et Châtiment (2003) réalisé par Isabelle Doval avec José Garcia dans le rôle principal. 
De nombreuses scènes du film Rire et Châtiment (2003) sont tournées dans le square Aristide-Cavaillé-Coll, et dans la rue Bossuet, autour de l'église Saint-Vincent-de-Paul de Paris.